# Daniela Silivaș

Daniela Silivaș, née le 9 mai 1972, est une ancienne gymnaste roumaine. Elle est notamment 7 fois championne du monde entre 1985 et 1989 et triple médaille d'or aux jeux olympiques de Séoul en 1988. Elle fait partie du Temple de la renommée de la gymnastique depuis 2002.